# Конате, Ибраима
Ибраима Конате (фр. Ibrahima Konaté; родился 25 мая 1999 года в Париже, Франция) — французский футболист, защитник клуба «Ливерпуль» и сборной Франции. Серебряный призёр чемпионата мира 2022.

## Клубная карьера
Конате — воспитанник клубов «Париж» и «Сошо». 10 января 2017 года в поединке Кубка лиги против «Монако» Ибраима дебютировал в составе последнего. 7 февраля в матче против «Осера» он дебютировал в Лиге 2. 7 апреля в поединке против «Ньора» Ибраима забил свой первый гол за «Сошо».
Летом 2017 года Конате подписал пятилетний контракт с немецким «РБ Лейпциг». 1 октября в матче против «Кёльна» он дебютировал в Бундеслиге. 9 августа 2018 года в поединке квалификации Лиги Европы против румынского «Университатя» Ибраим забил свой первый гол за «РБ Лейпциг». В основной сетке турнира в матче против норвежского «Русенборга» он отметился забитым мячом. 
Летом 2021 года Конате перешёл в английский «Ливерпуль». Сумма трансфера составила 41 млн. евро. 18 сентября в матче против «Кристал Пэлас» он дебютировал в английской Премьер-лиге. В 2022 году в поединках Лиги чемпионов против лиссабонской «Бенфики» Ибраима забил свои первые голы за «Ливерпуль». В том же году он помог клубу завоевать Кубок Англии, Кубок лиги и Суперкубок Англии. 

## Международная карьера
В 2019 году в составе молодёжной сборной Франции Конате принял участие в молодёжном чемпионате Европы в Италии и Сан-Марино. На турнире он сыграл в матчах против команд Англии, Хорватии, Румынии и Испании.
В 2021 году Конате принял участие в молодёжном чемпионате Европы в Венгрии и Словении. На турнире он сыграл в матчах против России и Нидерландов. 
10 июня 2022 года в матче Лиги наций против сборной Австрии Конате дебютировал за сборную Франции. В том же году Ибраима принял участие в чемпионате мира в Катаре. На турнире он сыграл в матчах против команд Марокко, Аргентины, Австралии, Дании и Туниса.

## Статистика
| Выступление      | Выступление      | Выступление      | Чемпионат | Чемпионат | Кубок | Кубок | Еврокубки | Еврокубки | Прочие | Прочие | Итого | Итого |
| Клуб             | Лига             | Сезон            | Игры      | Голы      | Игры  | Голы  | Игры      | Голы      | Игры   | Голы   | Игры  | Голы  |
| ---------------- | ---------------- | ---------------- | --------- | --------- | ----- | ----- | --------- | --------- | ------ | ------ | ----- | ----- |
| Сошо             | Лига 2           | 2016/17          | 12        | 1         | 0     | 0     | 0         | 0         | 1      | 0      | 13    | 1     |
| Сошо             | Итого            | Итого            | 12        | 1         | 0     | 0     | 0         | 0         | 1      | 0      | 13    | 1     |
| РБ Лейпциг       | Бундеслига       | 2017/18          | 16        | 0         | 0     | 0     | 4         | 0         | 0      | 0      | 20    | 0     |
| РБ Лейпциг       | Бундеслига       | 2018/19          | 28        | 1         | 6     | 0     | 9         | 2         | 0      | 0      | 43    | 3     |
| РБ Лейпциг       | Бундеслига       | 2019/20          | 8         | 0         | 1     | 0     | 2         | 0         | 0      | 0      | 11    | 0     |
| РБ Лейпциг       | Бундеслига       | 2020/21          | 14        | 1         | 1     | 0     | 6         | 0         | 0      | 0      | 21    | 1     |
| РБ Лейпциг       | Итого            | Итого            | 66        | 2         | 8     | 0     | 21        | 2         | 0      | 0      | 95    | 4     |
| Ливерпуль        | Премьер-лига     | 2021/22          | 11        | 0         | 6     | 1     | 8         | 2         | 4      | 0      | 29    | 3     |
| Ливерпуль        | Премьер-лига     | 2022/23          | 18        | 0         | 3     | 0     | 3         | 0         | 0      | 0      | 24    | 0     |
| Ливерпуль        | Премьер-лига     | 2023/24          | 22        | 0         | 3     | 0     | 7         | 0         | 5      | 0      | 37    | 0     |
| Ливерпуль        | Премьер-лига     | 2024/25          | 12        | 1         | 1     | 0     | 5         | 1         | 0      | 0      | 18    | 2     |
| Ливерпуль        | Итого            | Итого            | 63        | 1         | 13    | 1     | 23        | 3         | 9      | 0      | 108   | 5     |
| Всего за карьеру | Всего за карьеру | Всего за карьеру | 141       | 4         | 21    | 1     | 44        | 5         | 10     | 0      | 216   | 10    |

## Достижения
«Ливерпуль»
- Чемпион Англии: 2024/25
- Обладатель Кубка Англии: 2021/22
- Обладатель Суперкубка Англии: 2022
- Обладатель Кубка Футбольной лиги (2): 2021/22, 2023/24

Сборная Франции
- Серебряный призёр чемпионата мира: 2022
- Бронзовый призёр Лиги наций УЕФА: 2024/25